# قرار مجلس الأمن التابع للأمم المتحدة رقم 2011
قرار مجلس الأمن التابع للأمم المتحدة رقم 2011، المتخذ بالإجماع في 12 أكتوبر 2011.

## القرار
اتخذ المجلس بالإجماع القرار 2011 (2011) بموجب الفصل السابع من الميثاق ودعا الدول الأعضاء إلى مواصلة المساهمة بالأفراد والمعدات والموارد الأخرى للقوة الدولية للمساعدة الأمنية التي تقودها حلف شمال الأطلسي، بينما في الوقت نفسه تعزيز فعالية ومهنية ومساءلة الجيش الوطني الأفغاني والشرطة والتي بدأ نقل المسؤولية الأمنية إليها في تموز/يوليه 2011.
من خلال النص، رحب المجلس بالاتفاق الأخير بين حكومة أفغانستان والبلدان المساهمة في القوة الدولية للمساعدة الأمنية من أجل "النقل التدريجي للمسؤولية الأمنية الرئيسية إلى الحكومة الأفغانية في جميع أنحاء البلاد بحلول نهاية عام 2014". كما رحب بإعلان الشراكة الدائمة الذي اتفق عليه الناتو والحكومة الأفغانية في نوفمبر 2010 والذي يتضمن دعمًا مستدامًا للأمن طوال عملية الانتقال و"من خلال استقرار الوضع في أفغانستان.

## روابط خارجية
- نص القرار في undocs.org